# Rubus mucronatiformis
Rubus mucronatiformis är en rosväxtart som först beskrevs av Henri L. Sudre, och fick sitt nu gällande namn av William Charles Richard Watson. Rubus mucronatiformis ingår i släktet rubusar, och familjen rosväxter. Inga underarter finns listade i Catalogue of Life.